# Зооспоры

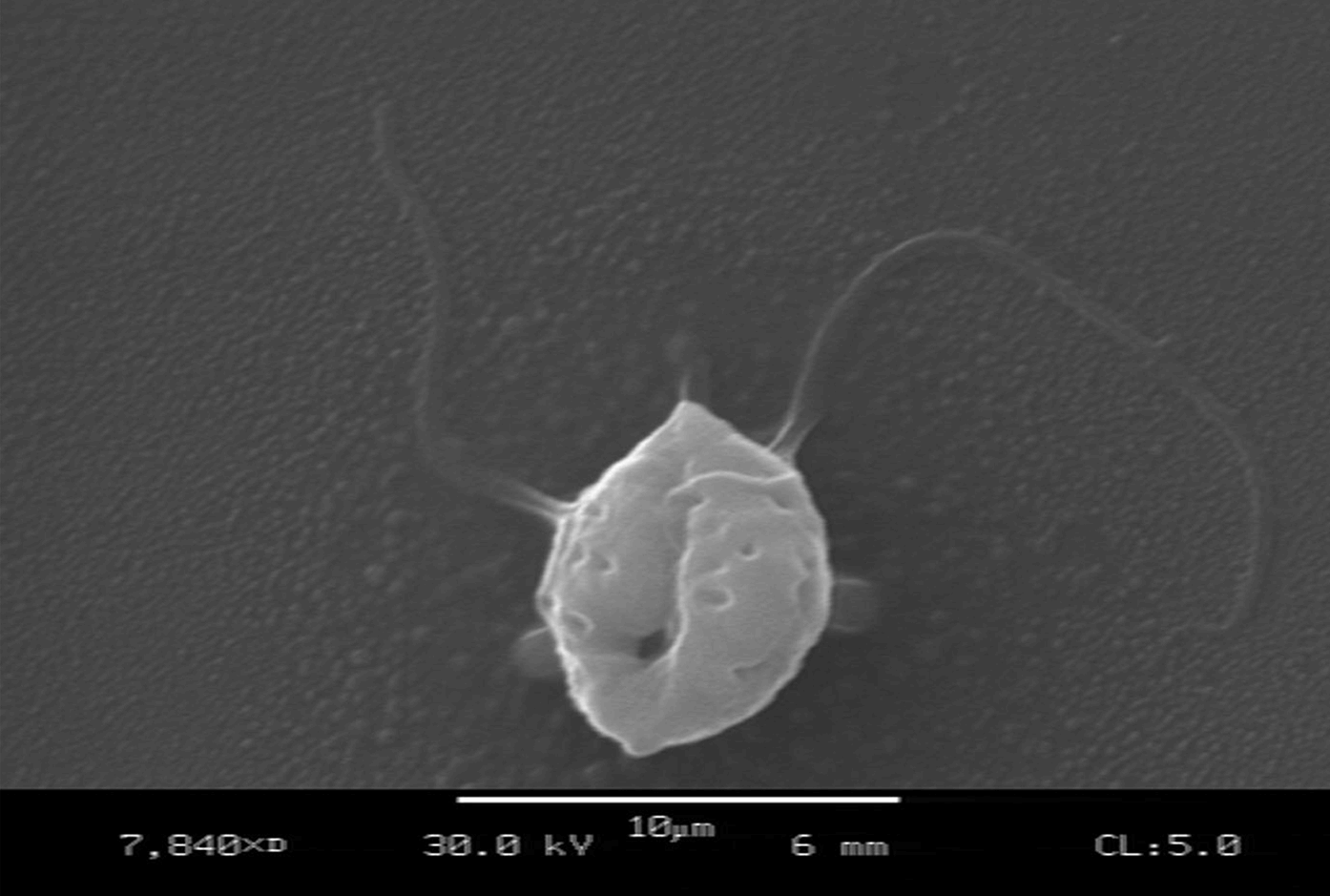
Зооспора оомицета из рода Phytophthora (СЭМ).

Зооспо́ра (др.-греч. ζῷον — животное и σπορά — посев, семя), или зоогони́дий, или бродя́жка — стадия жизненного цикла многих водорослей и некоторых низших грибов. Представляют собой жгутиконосцев, перемещающихся в жидкой среде с помощью биения одного или нескольких жгутиков. Многие водоросли на этой стадии обладают хроматофором, стигмой и сократительными вакуолями. Зооспоры некоторых желто-зелёных водорослей обладают многочисленными ядрами и несколькими парами жгутиков (синзооспоры).
Возникают зооспоры в результате митотического или мейотического деления специализированных клеток-зооспорангиев. Основная функция этой стадии — расселение. Через некоторое время после образования клетка теряет жгутики, выделяет более плотную клеточную стенку и приступает к делению, образуя многоклеточный таллом водоросли или мицелий гриба.